# 19-я Северодалматинская дивизия
19-я Северодалматинская дивизия НОАЮ (сербохорв. Деветнаеста севернодалматинска дивизија НОВЈ / Devetnaesta severnodalmatinska divizija NOVJ) — воинское формирование Народно-освободительной армии Югославии, участвовавшее в Народно-освободительной войне Югославии.

## История
Сформирована 8 октября 1943 в Биовичине-Селе (Буковица). В состав дивизии вошли 5-я, 6-я и 7-я далматинские бригады общей численностью 3599 человек. Дивизии подчинялась также группа северодалматинских партизанских отрядов. Сама дивизия в течение всей войны входила в состав 8-го далматинского армейского корпуса.
Боевые действия 19-я дивизия начала вести в Северной Далмации, которую контролировали силы 15-го горного корпуса из 2-й танковой армии. До начала декабря 1943 года в гарнизон области входила 114-я егерская дивизия, позднее туда вошли 264-я пехотная дивизия, 1-й полк «Бранденбург» и 92-й моторизованный полк. 19-я дивизия вела бои с противником как в Северной Далмации, так и на границе с Ликой, Боснией и в Центральной Далмации. Северодалматинской дивизии противостояли восемь немецких подразделений, отряды 6-го и 7-го усташских военных округов и Динарская дивизия чётников.
В январе 1944 года 7-я далматинская бригада из 19-й дивизии перешла в состав 35-й дивизии (в Лике). Её место заняла 14-я далматинская бригада в июне 1944 года. В сентябре 1944 года под ударами сил НОАЮ 2-я танковая армия вынуждена была отправить 1-й полк «Бранденбург» и 92-й моторизованный полк против 19-й дивизии. В ответ на эти действия Северодалматинская дивизия начала своё контрнаступление против объединённых сил 264-й дивизии, усташей и чётников. В ходе боёв дивизии удалось взять 9 сентября город Бенковац, сумев выбить оттуда 2-й батальон 891-го пехотного полка вермахта, Бенковацкую бригаду чётников и 5-ю усташскую роту. После трёх дней боёв немцы выбили 19-ю дивизию из города, пытаясь удержать линию фронта в Северной Далмации любой ценой. Окончательно Бенковац югославам удалось взять 10 октября.
На завершающем этапе войны силы 8-го корпуса (в том числе и 19-я дивизия) участвовали в Книнской операции, в ходе которой была полностью уничтожена 264-я дивизия вермахта и прорвана так называемая «зелёная линия» фронта. 20 марта 1945 19-я дивизия в составе 4-й югославской армии начала Ликско-Приморскую и Триестскую операции, в ходе которых были уничтожены 15-й и 97-й горные армейские корпуса.